# San Vito di Luzzi rosso
Il San Vito di Luzzi rosso è un vino DOC la cui produzione è consentita nella provincia di Cosenza.

## Caratteristiche organolettiche
- colore: rosso rubino più o meno intenso
- odore: gradevole, caratteristico, delicato
- sapore: secco, vellutato

## Produzione
Provincia, stagione, volume in ettolitri
- Cosenza  (1995/96)  518,0
- Cosenza  (1996/97)  367,05